# Сражение на реке Адде
Сражение на реке Адде — сражение, произошедшее 15 (26) апреля — 17 (28) апреля 1799 года вдоль реки Адда – при Лекко (26 апреля), Ваприо, Кассано (27 апреля) и Вердерио (28 апреля) – между русско-австрийскими войсками под командованием А. В. Суворова и французской армией под командованием Ж. В. Моро. Сражение стало первой крупной победой союзников в ходе Итальянского похода Суворова.

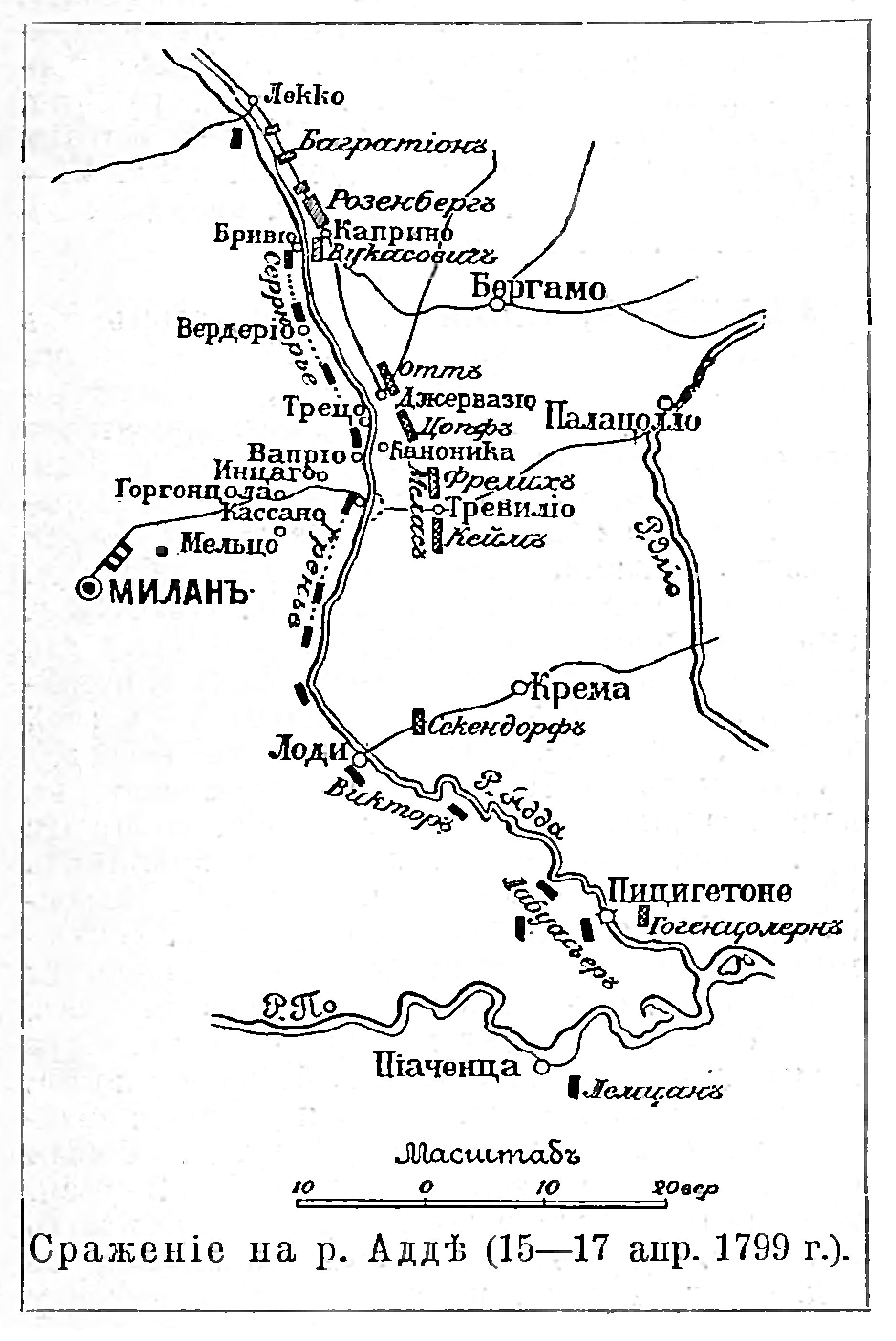
Карта к статье «Адда», из «Военной энциклопедии» изданной книгоиздательским товариществом Ивана Дмитриевича Сытина. Санкт-Петербург, 1911—1915 г.г.

## Перед сражением
После начала Итальянского похода русско-австрийская армия под командованием А. В. Суворова (по настояниям венского двора (Гофкригсрата), общее командование собранными в Италии союзными войсками вверено было графу Суворову-Рымникскому), взяв крепости Брешиа и Бергамо, вышла на левый берег реки Адды. На правом (крутом) берегу, вытянувшись на 100 км, стояла французская армия Шерера (58 000 человек).

## Сражение
Решив воспользоваться такой растянутостью французской армии, Суворов направил на ee левый фланг передовой отряд генерала Багратиона, в составе одного егерского полка, одной сводной гренадерской бригады (Ломоносова) и казачьего полка Поздеева, который утром 15 (26) апреля успешно атаковал и захватил город Лекко, хотя и не смог пробиться на правый берег Адды, чем отвлёк внимание от центра на фланг, так как часть французской армии была направлена на северный фланг, и только дивизия Гренье удерживала восточный плацдарм возле Адды.
В эту ночь союзные войска стали наводить переправы через Адду и переходить в нескольких пунктах: Вукасович и Розенберг у Бривио; дивизия Отта в Треццо и дивизия Цопфа в Ваприо. Фельдмаршал-лейтенант Мелас вдобавок наступал с двумя дивизиями под командованием Кайма и Фрёлиха возле Тревильо по дороге в Кассано; бригада под командованием генерала Зекендорфа была направлена на южный фланг через Крему к Лоди.
Между тем 26 апреля Шерер был сменен на посту командующего армией генералом Моро, который быстро понял, что северная атака союзников на Бривио была скорее отвлекающим маневром, а главный удар нанесен на Кассано. Он немедленно приказал ввести дивизию Виктора для усиления Гренье.
16 (27) апреля Суворов вместе с частью сил скрытно переправился через Адду в центре французских позиций, у Сан-Джервазио и начал оттеснять французов от реки, преодолевая их упорное сопротивление. Другая часть армии переправилась в районе Кассано и зашла к французам в тыл. Как только дивизия Отта была построена, между Поццо и Ваприо произошел ожесточенный бой с частями дивизии Гренье. Когда перевес уже склонялся на сторону французов, подоспевшая первая бригада дивизии Цопфа смогла восстановить сражение в пользу австрийцев. К вечеру 16 (27) апреля началось отступление французской армии со всех позиций.
28 апреля были подавлены последние оставшиеся точки сопротивления французов у Бривио. Серюрье, сбитый с толку противоречивыми приказаниями командующего, остановился со своим отрядом и простоял более суток неподвижно у Вердерио (на полпути  между Бривио и Треццо), в результате чего на утро 17 (28) апреля оказался окруженным дивизиями Вукасовича и Швейковского и капитулировал.

## Результаты
После битвы французская армия отступила за Тессино: части дивизии Гренье отступили к Буффалоре, Виктора и Лабуасьера к Павии. Моро оставил в миланской цитадели гарнизон численностью 2400 человек.
После победы при Адде русскими войсками был взят Милан. Сражение явилось примером умелого использования войск на широком фронте, мастерства форсирования реки, сочетания главных и второстепенных ударов.

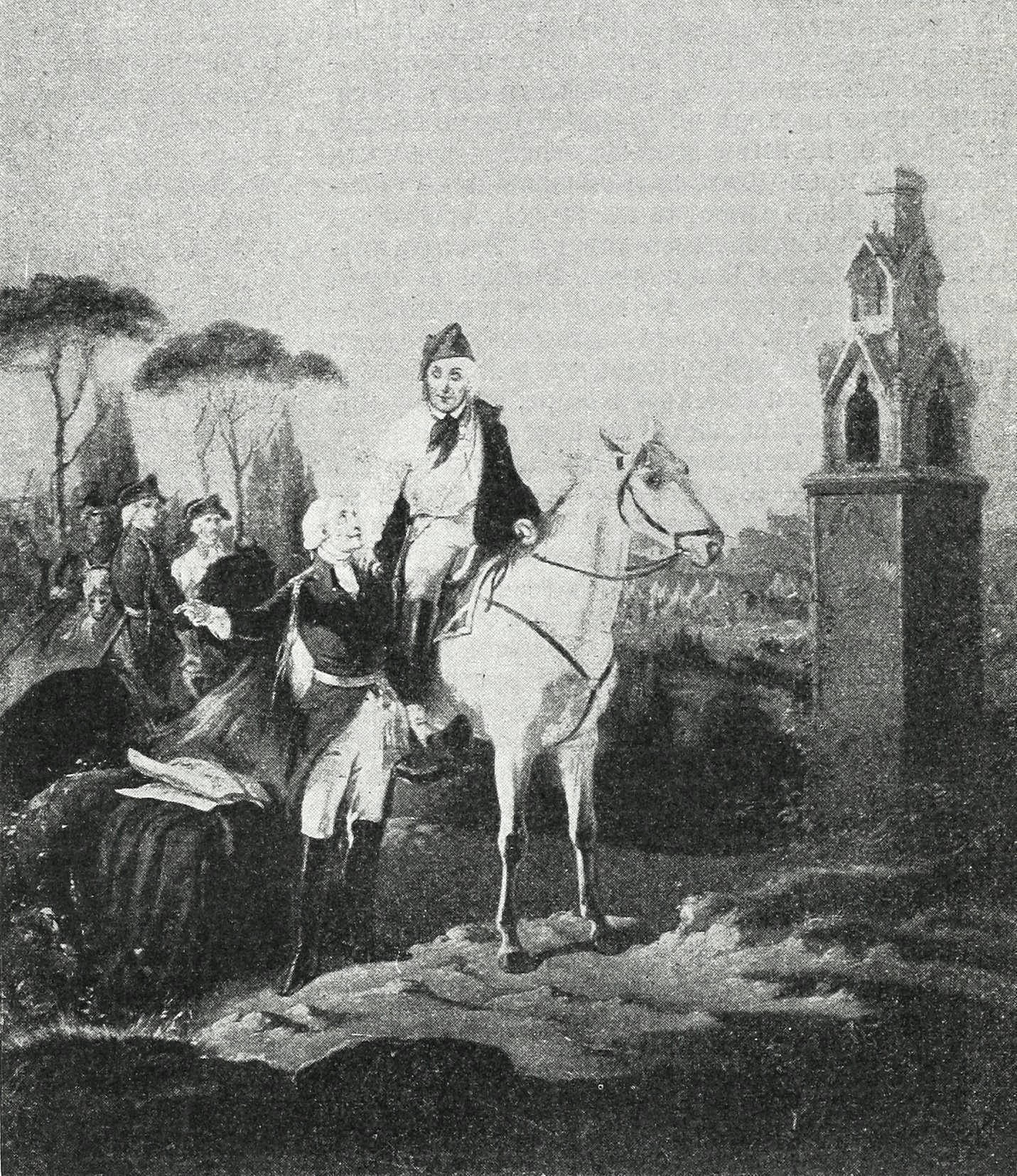
А. В. Суворов в Италии (1799 год.